# ريتشارد بريتون (منافس ألعاب قوى)
ريتشارد بريتون هو منافس ألعاب قوى غرينادي، ولد في 13 أكتوبر 1976 في غرينادا.

## وصلات خارجية
- ريتشارد بريتون على موقع الاتحاد الدولي لألعاب القوى (الإنجليزية)
- ريتشارد بريتون على موقع أوليمبيديا (الإنجليزية)